# Arnsgrün (Zeulenroda-Triebes)

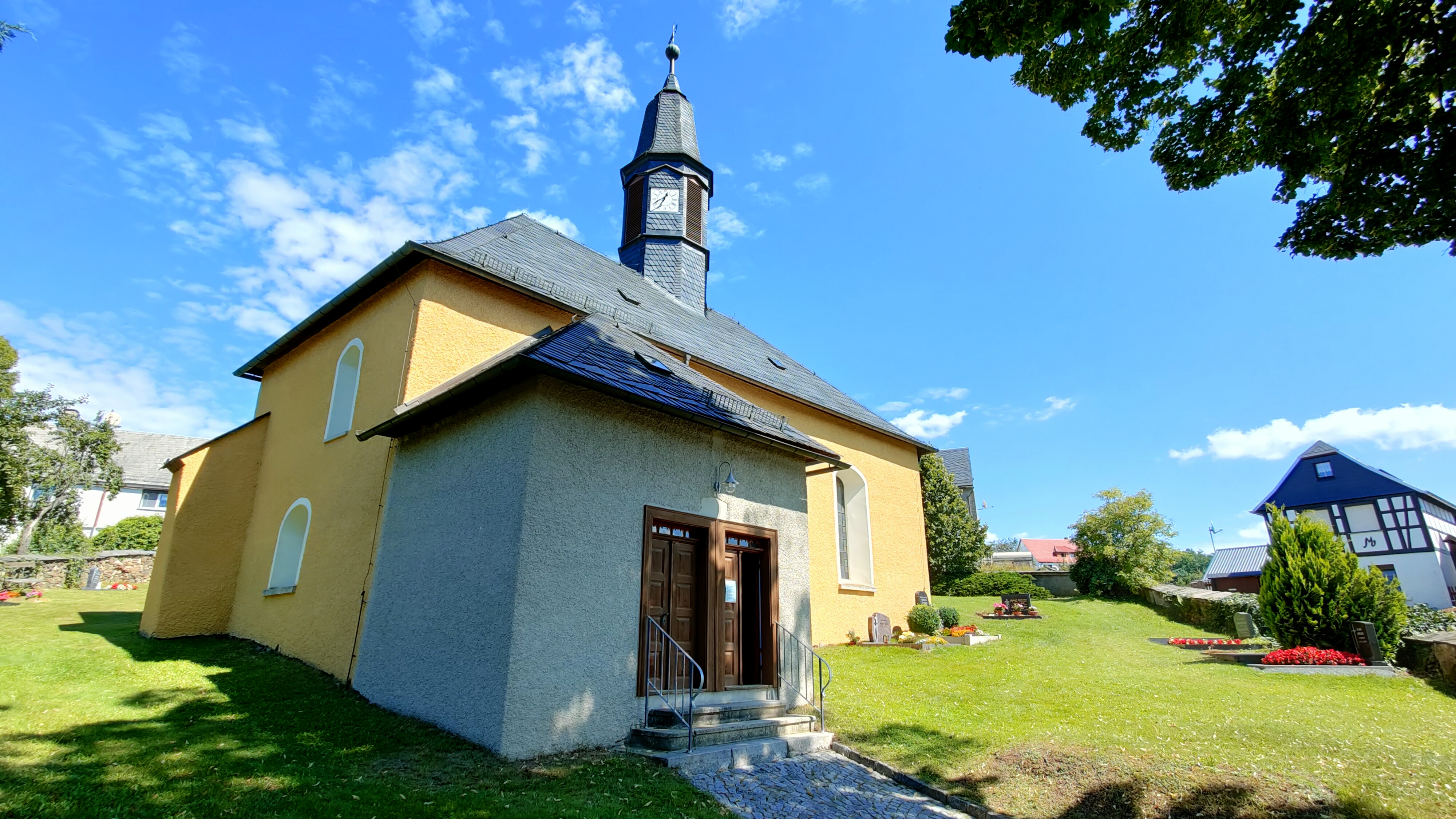
Dorfkirche Arnsgrün

Arnsgrün ist ein Ort des Ortsteils Arnsgrün-Bernsgrün-Pöllwitz der Stadt Zeulenroda-Triebes im Landkreis Greiz in Thüringen.

## Lage
Im südlichsten Zipfel des Landkreises Greiz, im thüringischen Teil des Vogtlandes an der Grenze zu Sachsen liegt der Ortsteil Arnsgrün mit seinem früheren Ortsteil Büna in von Wald durchsetzten Flächen des Thüringer Schiefergebirges.
Beide Dörfer sind über die Landesstraße 2342 zu erreichen.

## Geschichte
Am 6. September 1301 wurde Arnsgrün erstmals urkundlich erwähnt. Die Kirche des Dorfes ist Anfang des 15. Jahrhunderts gebaut worden. Arnsgrün hatte im Jahr 1864 68 Häuser, in denen 367 Menschen wohnten.
Am 1. Juli 1950 wurden die bis dahin eigenständigen Gemeinden Büna und Eubenberg nach Arnsgrün eingemeindet. Die Gemeinde Arnsgrün wurde 1997 in die Gemeinde Vogtländisches Oberland eingemeindet. Mit Auflösung dieser Gemeinde am 31. Dezember 2012 kam der Ort zum neu gebildeten Ortsteil Arnsgrün-Bernsgrün-Pöllwitz der Stadt Zeulenroda-Triebes. Eubenberg gehört seit 31. Dezember 2012 zur Stadt Greiz.

## Bauwerke
Im Ort steht die Dorfkirche Arnsgrün. Im Dorfkern befindet sich ein Seminar- und Gästehaus.

## Söhne und Töchter des Ortes
- Christian Friedrich Rost (1817–1897), deutscher Gutsbesitzer und Politiker